# Sikkelborsteltje
Het sikkelborsteltje (Potamothrix bedoti) is een ringworm uit de familie van de Naididae. De wetenschappelijke naam van de soort is voor het eerst geldig gepubliceerd in 1913 door Piguet.